# Guy Berryman
Guy Rupert Berryman (* 12. dubna 1978) je baskytaristou britské hudební skupiny Coldplay.
Narodil se ve městě Kirkcaldy, ve Skotsku, ale ve věku 12 let se přestěhoval do anglického Kentu. Na basovou kytaru začal hrát, když mu bylo 13.
S Coldplay začal hrát na Londýnské univerzitě, předtím působil ve skupině Time Out.
Mezi Berrymanovy hudební vzory patří například James Brown, The Beatles, Kool & The Gang nebo Pink Floyd.